# Polibino (oblast Lipetsk)
Polibino (Russisch: Полибино) is een plaats (selo) en een 18e-eeuws landgoed van de familie Netsjajev-Maltsov in vroeg-classicistische stijl op de rechteroever van de rivier de Don tegenover het fort Donkov in de Russische oblast Lipetsk in het district Dankovski op 45 kilometer van Dankov.
Tot het landgoed behoren een paleis, een Engelse tuin, een enorme tuin met een serie watervallen, een manege, paardenstal en andere gebouwen. Voor de Russische Revolutie werd er het eerste Russische museum over de Slag op het Koelikovo-veld gesticht. In 1971 werd het landgoed verklaard tot architectonisch staatsmonument. Bij het landgoed bevindt zich ook het eerste hyperboloïde gebouw van Vladimir Sjoechov, dat werd gebouwd in 1896 en een hoogte van 37 meter heeft.
De bekendste eigenaar van het landgoed was Joeri Netsjajev-Maltsov, die het Poesjkinmuseum in Moskou oprichtte.

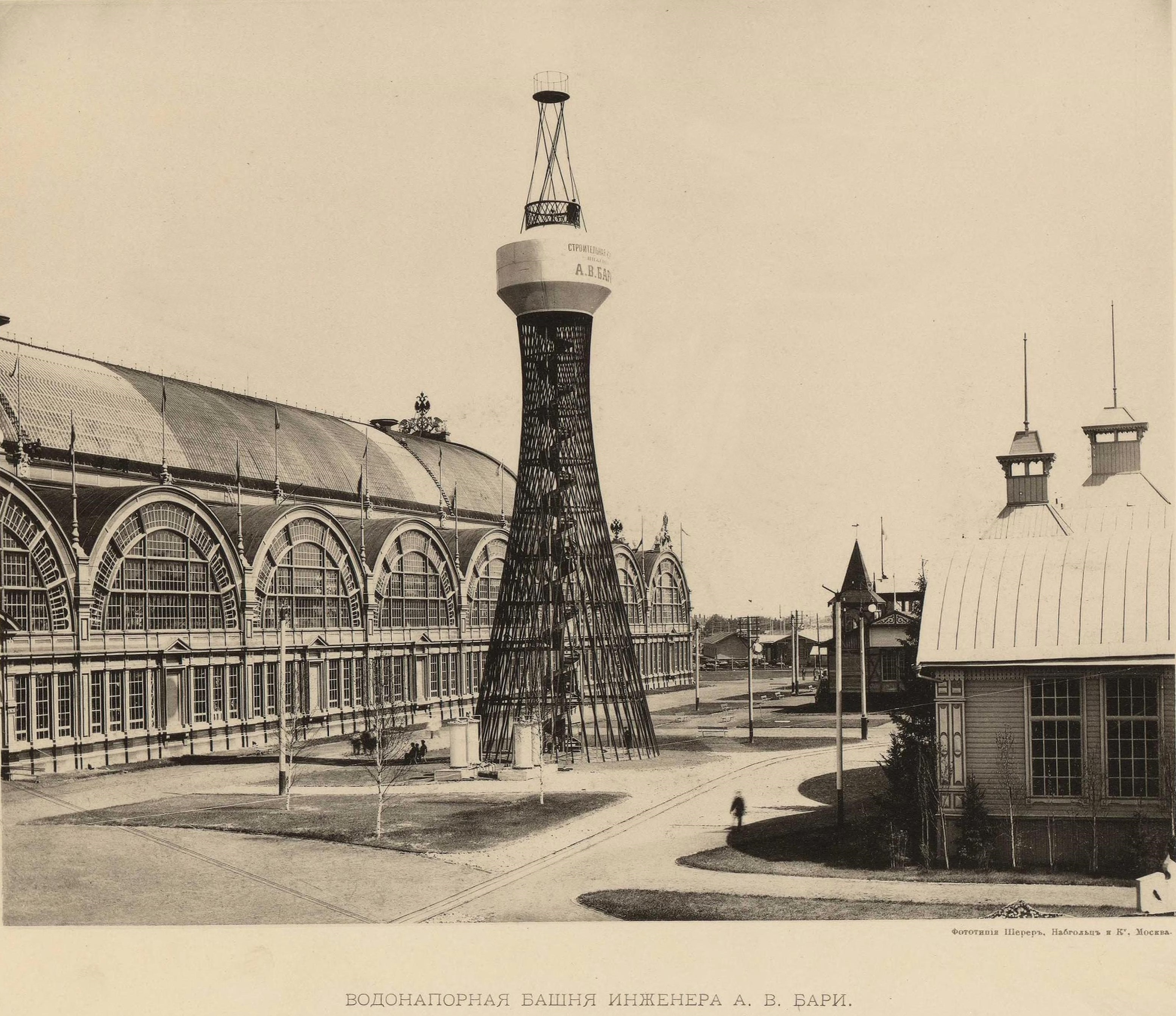
Het hyperboloïde gebouw van Sjoechov in 1896
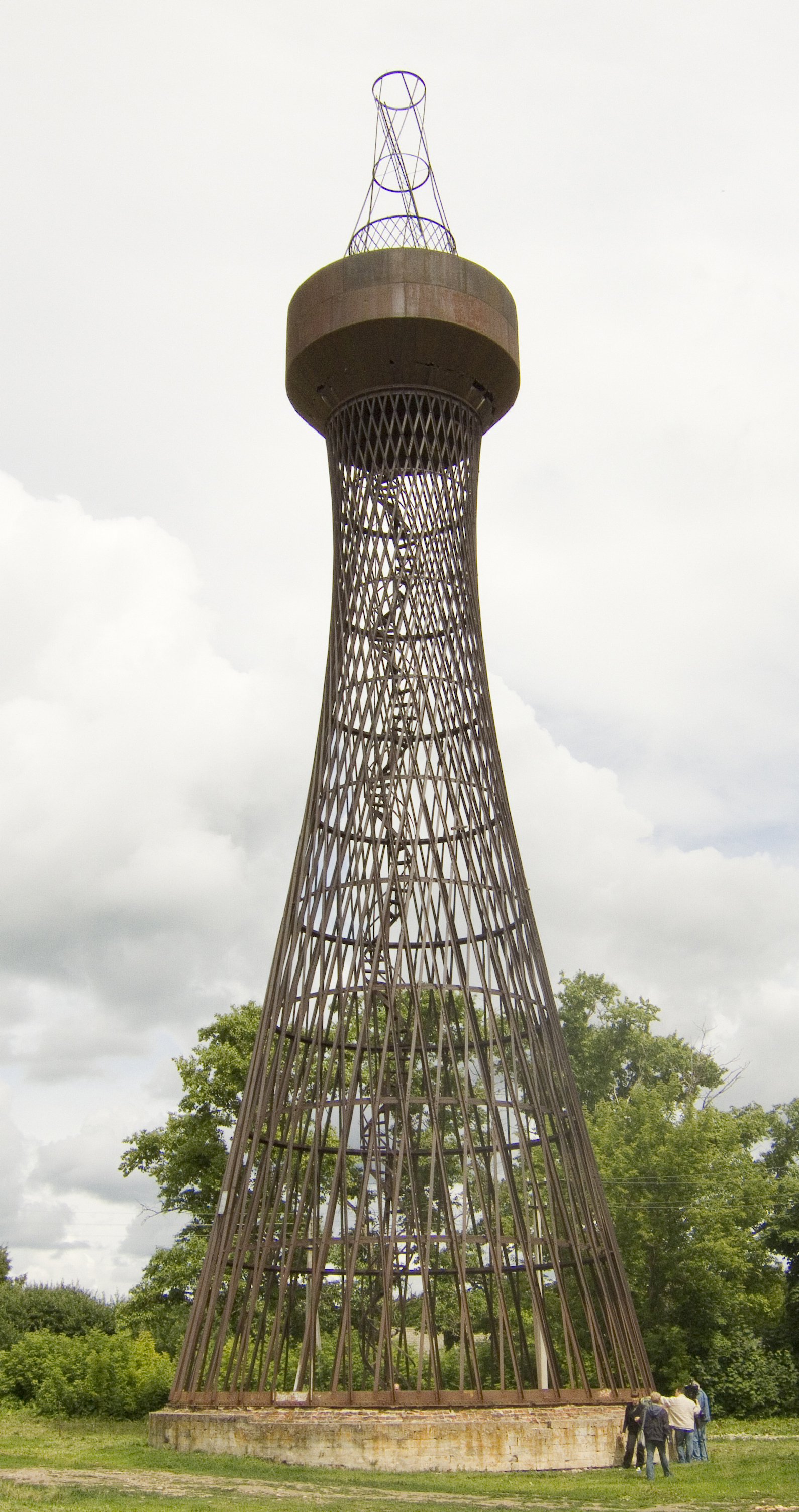
...en in 2009